# Панаир
Панаирите (на гръцки: πανηγύρι) са временни пазари и/или увеселения, периодично провеждани в даден град (по-рядко в село или дори в манастир), често свързани с определен празник през годината. Разграничават се търговски и нетърговски панаири.

## Произход и развитие
Често се приема, че панаирите водят началото си от Античността. През 11 век ти се възраждат в Западна Европа, като ролята им е „да разкъсат твърде тесния обръч на обикновената размяна“. Ползват се с подкрепата на църквата и закрилата на местните владетели, които осигуряват на търговците редица облекчения. През 17 век ролята на панаирите в европейския икономически живот намалява, а с развитието на търговията през следващия век се забелязва и известен упадък.

## В българските земи
До Освобождението на много места в българските земи всяка година в разни краища стават големи търговски панаири на Гергьовден, Света Богородица, Петковден, Никулден, Димитровден и пр. Те са не само пазари за обмяна и покупко-продажба на стоки, но и места за активни контакти и широка изява на творческия дух на българина. Там най-добре се виждат етнографските особености в бита и културата на отделните етнографски области в България.
На панаирите са се продавали и роби. За търговия с човешки същества по българските панаири ни дава сведения например Евлия Челеби, който споделя, че на Долянския панаир:
„Продават се много стотици хиляди товари стока — може да се намери дори птиче мляко, лъвско мляко и човешко мляко.“
„Става и човешки пазар, на който се продават и купуват хиляди разцъфтели като слънчогледи и като млада луна красавици и красавци, момци и девойки. На пазара стоят и черноцветни арапи. Идват почти 40—50 хиляди души и купуват черни арапи. Прочее в тези области чернокожите мъже и жени са много търсени роби.“
След 1878 година нараства ролята на постоянната магазинна търговия, поради което намалява значението на търговските панаири.
От всички области в българските земи най-големи и прочути търговски панаири, с международно значение, в миналото са били Узунджовският, Ескиджумайският, Серският, Прилепският, Долянският, Сливенският, Неврокопският.
Днес в България търговски е единствено международният Пловдивски панаир, където към традиционния есенен панаир (специализиран сега за производствени стоки) през 1980-те години се добавя пролетен панаир (за потребителски стоки), като възможностите на изложбения комплекс се използват целогодишно за организиране на търговски и други изложения, както и за културни прояви.
В някои градове панаирите (Видински панаир, Тарла в Русе) освен търговци привличат и други посетители, за които се предлагат развлечения, и те се превръщат във важно ежегодно събитие за населението. Аналозите на панаирите в българските села, все още широко разпространени и днес, са съборите, със силно преобладаващ увеселителен характер, играещи роля на ежегоден празник на селото.